# Lijst van burgemeesters van Stellendam
Dit is een lijst van burgemeesters van de voormalige Nederlandse gemeente Stellendam tot die gemeente in 1966 samen met Ouddorp opging in de gemeente Goedereede.
| Ambtsperiode | Naam burgemeester                                        | Partij of stroming | Bijzonderheden |
| ------------ | -------------------------------------------------------- | ------------------ | --- |
| 1825 - 1844  | D. Goekoop                                               |                    | tijdens (deel van?) deze periode burgemeester van Goedereede                                                             |
| 1844 - 1852  | C. Goekoop G.Jz.                                         |                    | |
| 1852 - 1859  | C. Goekoop Dz                                            |                    | tevens burgemeester van Goedereede (1844-1859)                                                                           |
| 1859 - 1862  | jhr. Josephus Leonardus Hendricus Pompe van Meerdervoort |                    | tevens burgemeester van Goedereede                                                                                       |
| 1862 - 1872  | C. Goekoop                                               |                    | tevens burgemeester van Goedereede                                                                                       |
| 1872 - 1879  | G.J. Goekoop                                             |                    | tevens burgemeester van Goedereede                                                                                       |
| 1879 - 1880  | C. Kievit Mz                                             |                    | |
| 1880 - 1904  | M. Breen                                                 |                    | tevens burgemeester van Goedereede (1879-1904)                                                                           |
| 1904 - 1915  | Jan Leendert Bosschieter                                 |                    | tevens burgemeester van Goedereede, later van Rijnsburg                                                                  |
| 1916 - 1937  | J.A. Charbon jr.                                         |                    | tevens burgemeester van Goedereede                                                                                       |
| 1937 - 1943  | P.J. Keijzer                                             | ARP                | tevens burgemeester van Goedereede, eerder burgemeester van Wemeldinge, later van Spijkenisse, Hekelingen en Papendrecht |
| 1943 - 1944  | Philip (Ph.A.J.) Schipper                                | NSB                | tevens burgemeester van Goedereede (1943-1944) en Ouddorp (1942-1944)                                                    |
| 1944 - 1947  | L.J. Vogelaar                                            |                    | waarnemend |
| 1947 - 1961  | Johannes baron van Knobelsdorff                          |                    | tevens burgemeester van Goedereede, later van Sassenheim                                                                 |
| 1961 - 1964  | Koos (J.A.) Kleijnenberg                                 | CHU                | waarnemend, tevens (waarnemend) burgemeester van Ouddorp (1947-1966) en Goedereede (1961-1966)                           |
| 1964 - 1966  | Kees (C.) Jansen Verplanke                               | ARP                | waarnemend, tevens burgemeester van 's-Gravendeel, later (waarnemend) burgemeester van Goedereede en Ridderkerk          |